# Midden-Duits voetbalkampioenschap 1928/29
In 1928/29 werd het 27ste voetbalkampioenschap gespeeld dat georganiseerd werd door de Midden-Duitse voetbalbond. Dresdner SC werd kampioen en plaatste zich zo voor de eindronde om de Duitse landstitel. De vicekampioen kreeg dit keer niet het tweede ticket. Er werd een aparte eindronde gespeelde met niet-kampioenen. Wacker Leipzig won deze en plaatste zich ook voor de eindronde. Dresdner SC verloor in de eerste ronde van Bayern München en Wacker Leipzig van FC Schalke 04.

## Deelnemers aan de eindronde
| Club                          | Gekwalificeerd als              |
| ----------------------------- | ------------------------------- |
| FC Viktoria 1909 Stendal      | Kampioen van Altmark            |
| SV Köthen 02                  | Kampioen van Anhalt             |
| VfL Olympia 08 Duderstadt     | Kampioen van Eichsfeld          |
| FC Preußen 1909 Biehla        | Kampioen van Elbe-Elster        |
| FC Viktoria 1913 Lauter       | Kampioen van Ertsgebergte       |
| SpVgg 1906 Falkenstein        | Kampioen van Göltzschtal        |
| FC Sportfreunde 1900 Leipzig  | Kampioen van Groot-Leipzig      |
| FC Germania 1900 Halberstadt  | Kampioen van Harz               |
| VfB 1907 Klötze               | Kampioen van Jeetze             |
| SpVgg Preußen 1905 Nordhausen | Kampioen van Kyffhäuser         |
| Cricket-Viktoria Magdeburg    | Kampioen van Midden-Elbe        |
| Chemnitzer BC                 | Kampioen van Midden-Saksen      |
| VfB Preußen 1911 Greppin      | Kampioen van Mulde              |
| Riesaer SV 03                 | Kampioen van Noord-Saksen       |
| SpVgg 02 Erfurt               | Kampioen van Noord-Thüringen    |
| BC 1913 Jahnsbach             | Kampioen van Opper-Ertsgebergte |
| Zittauer BC                   | Kampioen van Opper-Lausitz      |
| FC Wacker 1910 Gera           | Kampioen van Osterland          |
| Dresdner SC                   | Kampioen van Oost-Saksen        |
| SC Apolda                     | Kampioen van Oost-Thüringen     |
| Hallescher FC Wacker          | Kampioen van Saale              |
| Naumburger SVgg 05            | Kampioen van Saale-Elster       |
| SuBC Plauen                   | Kampioen van Vogtland           |
| FC Preußen 1909 Langensalza   | Kampioen van Wartburg           |
| Planitzer SC                  | Kampioen van West-Saksen        |
| SpVgg Gelb-Rot Meiningen      | Kampioen van West-Thüringen     |
| VfB 1907 Coburg               | Kampioen van Zuid-Thüringen     |

## Eindronde

### Eerste ronde
| Team 1                        | Uitslag  | Team 2                       |
| ----------------------------- | -------- | ---------------------------- |
| Chemnitzer BC                 | 10:0     | Riesaer SV 03                |
| FC Germania 1910 Halberstadt  | 0:2      | Cricket-Viktoria Magdeburg   |
| VfB Preußen 1911 Greppin      | 4:6 n.v. | Hallescher FC Wacker         |
| FC Preußen 1909 Langensalza   | 11:3     | VfL 1908 Duderstadt          |
| SpVgg Preußen 1905 Nordhausen | 4:7      | SpVgg 1902 Erfurt            |
| SC 1902 Köthen                | 0:2      | SC Apolda                    |
| Naumburger SVgg 05            | 4:2      | FC Preußen 1909 Biehla       |
| SpVgg Gelb-Rot Meiningen      | 0:4      | VfB 07 Coburg                |
| SuBC Plauen                   | 4:1      | BC 1913 Jahnsbach            |
| FC Viktoria 1913 Lauter       | 2:9      | Plantizer SC                 |
| FC Viktoria 1909 Stendal      | 9:0      | VfB 1907 Klötze              |
| Zittauer BC                   | 0:5      | FC Sportfreunde 1900 Leipzig |

Dresdner SC, SpVgg Falkenstein en Wacker Gera hadden een bye.

### Tweede ronde
| Team 1                       | Uitslag  | Team 2                |
| ---------------------------- | -------- | --------------------- |
| Dresdner SC                  | 5:0      | SuBC Plauen           |
| FC Preußen Langensalza       | 2:3      | VfB 07 Coburg         |
| FC Sportfreunde 1900 Leipzig | 4:0      | Naumburger SVgg 05    |
| SpVgg 1902 Erfurt            | 1:2      | SC Apolda             |
| Cricket-Viktoria Magdeburg   | 3:2 n.v. | Viktoria 1909 Stendal |
| FC Wacker 1910 Gera          | 2:3      | Chemnitzer BC         |
| Hallescher FC Wacker         | 2:1 n.v. | SpVgg 06 Falkenstein  |

### Kwartfinale
| Team 1               | Uitslag | Team 2                       |
| -------------------- | ------- | ---------------------------- |
| Chemnitzer BC        | 6:3     | Cricket-Viktoria Magdeburg   |
| SC Apolda            | 2:4     | FC Sportfreunde 1900 Leipzig |
| Planitzer SC         | 0:4     | Dresdner SC                  |
| Hallescher FC Wacker | 1:4     | VfB 1907 Coburg              |

### Halve Finale
| Team 1                       | Uitslag | Team 2          |
| ---------------------------- | ------- | --------------- |
| Dresdner SC                  | 3:2     | VfB 1907 Coburg |
| FC Sportfreunde 1900 Leipzig | 1:7     | Chemnitzer BC   |

### Finale
| Team 1        | Uitslag | Team 2      |
| ------------- | ------- | ----------- |
| Chemnitzer BC | 2:3     | Dresdner SC |